# 吉祥遗址
吉祥遗址，位于中国吉林省梅河口市吉乐乡吉祥村河东，为一个省级文物保护单位，类型为古遗址，公布时间为2007年5月31日。该文物保护单位由梅河口市文物所管理。
吉祥遗址的历史年代为青 铜。